# Харпаз, Нета
Нета Харпаз (ивр. נטע הרפז‎; при рождении Нета Голдберг; 1893, Косув-Ляцки, Мазовецкое воеводство — 11 октября 1970, Израиль) — сионистский активист, израильский общественный и политический деятель. Депутат кнессета 1-го созыва от партии МАПАЙ.

## Биография
Родился в 1893 году в населенном пункте Косув-Ляцки, Седлецкая губерния (ныне Польша), в семье Менахема-Мендла Голдберга и его жены Лифши. Учился в хедере, в иешивах Седльце и Лосице. С родителями переехал в Варшаву, где изучал светские науки и языке, работал помощником в торговом доме. В Варшаве занялся сионистской деятельностью, стал членом партии «Поалей-Цион».
В 1906 году перебрался в Османскую Палестину, где работал сельскохозяйственным рабочим и рабочим на строительстве дорог, в 1913 году стал одним из основателей квуцы (группы) «Ахва». В 1914 году избран членом центральной комиссии рабочего движения «ха-Поэль ха-цаир». В 1919 году стал одним из основателей партии «Ахдут ха-авода», а в 1920 году участвовал в создании Гистадрута. Был членом всемирного комитета «Гехалуц». С 1926 года был членом Сельскохозяйственного центра. Был делегатом сионистских конгрессов.
Избирался членом Законодательного собрания Подмандатной Палестины и членом Ваада леуми. В 1949 году избран депутатом кнессета 1-го созыва от партии МАПАЙ, был членом комиссии по услугам населению и комиссии по труду. Был одним из основателей предприятий пищевой промышленности «Яхин» и «Хекель».
Умер 11 октября 1970 года.